# Thăng Bình, Thanh Hóa
Thăng Bình là một xã trực thuộc huyện Nông Cống, Thanh Hóa, Việt Nam.
Vị trí địa lý: Thăng Bình giáp với các xã: Tượng Lĩnh, Tượng Văn, Thăng Thọ, Công Liêm, Thăng long
Có sông Mực chạy qua các thôn: Quần Bối, Thái Sơn, Lai Thục, Lý Bắc, Lý Nam, Lý Tây, và Lý Đông.
Di sản: Đền con voi